# 의정부 FC
의정부 FC는 경기도 의정부시에 위치한 under-18팀 유형의 축구단이다. 과거 안준수 선수가 이 팀 소속으로 FIFA U-17 월드컵에 참여했을 때 많은 이들이 이름이 비슷한 FC 의정부와 헷갈려하며 안준수 선수를 FC 의정부의 U-18팀 선수로 오해하기도 하였다.

## 참고 문헌
- “KFA 통합경기정보 시스템”. 대한축구협회.
- 경기의정부 FC U-18팀이 이변에 만족하지 않는 이유
- 의정부FC가 낳은 골키퍼 인재, 안준수